# Club Universidad de Guadalajara
Il Club Universidad de Guadalajara, conosciuto più comunemente come Leones Negros de la Universidad de Guadalajara o semplicemente Leones Negros, è una società polisportiva di Guadalajara, in Messico, conosciuta soprattutto per la sezione calcistica, che gioca nella Liga de Expansión MX, la seconda serie del campionato messicano di calcio.
Rappresenta l'Università di Guadalajara.

## Storia

### Esordio e vertici nazionali
La prima squadra di calcio dell'Università di Guadalajara fu formata nel 1970 col nome di Venados de la U de G, iscritti al campionato di Tercera División de México, per iniziativa del Rettore universitario Ignacio Maciel Salcedo e di Rafael García de Quevedo, allora segretario generale e più tardi, dal 1973 al 1975, anch'egli Rettore dell'Università.
La squadra, allenata da Tito Gutiérrez, ottenne l'invito a partecipare al torneo di Segunda División nella stagione 1972-1973. Nella stagione seguente raggiungono la finale di categoria, dove perdono per 2-3 di fronte all'UANL. Ciò nonostante, nella stagione 1974-1975 arriva l'esordio in Primera División de México grazie all'acquisto della franchigia del Torreón per 3.000.000 di pesos. Il debutto in massima serie avvenne il 14 giugno 1974 allo Stadio Azteca contro l'América. In questa partita nasce il soprannome di "Leones Negros", attribuito dal telecronista Ángel Fernández Rugama per via della presenza, nelle file dell'U de G, di cinque calciatori brasiliani: Jair de Jesús Pereira, Nené, Roberto da Silva, João Justino Amaral dos Santos e Carlos de Jesús Eusebio. Sotto la guida tecnica di un altro brasiliano, José Gomes Nogueira, la squadra arrivò al 5º posto nel gruppo 1 con 42 punti.
Nella stagione 1975-1976 il club arrivò a giocare la finale per il titolo nazionale, contro l'América. 
Nel 1976, con l'associazione "Clubes Unidos de Jalisco", l'Universidad acquisì la franchigia statunitense, militante nella NASL dei Philadelphia Atoms, ove furono mandati numerosi giocatori dell'area di Jalisco, ma l'esperimento si concluse già al termine della stagione 1976, decretando lo sciogliemento della squadra di Filadelfia.
Una seconda finale fu raggiunta due anni più tardi, avversario il Pumas UNAM ma, in entrambi i casi, i Leones Negros uscirono sconfitti. Nel 1978 arriva invece il primo successo del club, che conquista la Coppa dei Campioni CONCACAF. In questa competizione l'Universidad elimina in uno scontro fratricida il Pumas UNAM con due vittorie per 1-0. La CONCACAF interrompe il torneo per mancanza di date disponibili per le finali contro Comunicaciones e Defence Force. Tutte le tre squadre vengono dichiarate campioni.
Con l'avvento alla presidenza di Felix Flores Gómez viene attuata una nuova politica che prevede il reclutamento di calciatori esclusivamente tra i tesserati dell'università. Così debuttano in prima squadra Jorge Dávalos, Luis Plascencia, Víctor Rodríguez e Sergio Díaz Mora. Nello stesso anno (1978) arriva anche la vittoria nel Campeonato de los Nuevos Valores, principale torneo giovanile messicano.
Nella stagione 1989-1990 la squadra, allenata da Alberto Guerra, arriva nuovamente in finale, questa volta però cede il passo al Puebla. Nella stagione seguente arriva il primo successo nazionale, con la vittoria della Copa México nella finale contro l'América. Il gol decisivo è firmato da Víctor Rodríguez.

### La retrocessione e le ultime stagioni
Nel 1994 il club giocò la sua ultima partita in Primera División, contro i rivali cittadini dell'Atlas. La prima squadra fu sostituita dalla franchigia riserva, quella dei Bachilleres de la U de G, che vinse il campionato Verano 1997 del torneo cadetto. Questa vittoria valse la promozione in Primera División "A", dove il club rimase fino alla cessione della franchigia.
In seguito la squadra partecipò al torneo di Segunda División. Nel 2009 la società è rinata con il nome di Leones Negros de la U de G, iscritta al campionato di Liga de Ascenso de México, dove milita tuttora.

## Colori e simboli

### Colori
I colori sociali del club sono il nero, il giallo ed il rosso. La maglia dell'Universidad de Guadalajara è una delle più insolite a livello mondiale.

### Evoluzione della divisa
Casa
| 1976 | 1977 | 1982 | 1987 | 1991 | 1993 | 1994 |

Trasferta
| 1982 | 1984 | 1986 | 1985 | 1987 | 1989 |

### Simboli
Il simbolo tradizionale associato al club è quello del leone. Esso rappresenta tanto la città di Guadalajara quanto l'istituzione universitaria locale.

## Stadio
La squadra gioca le partite casalinghe nello stadio Jalisco. Questo impianto, costruito nel 1960, può oggi contenere 56.713 spettatori ed è il terzo stadio più capiente del Messico. Ha ospitato alcune partite dei Mondiali del 1970 e del 1986.
Tale stadio è oggi condiviso con altre due squadre cittadine, l'Atlas e l'Oro.
Durante il campionato di Apertura 2007 la squadra utilizza per alcune partite l'Estadio Municipal Santa Rosa di Ciudad Guzmán

## Palmarès

### Competizioni nazionali
- Coppa del Messico: 1

1990-1991
- Campionato di Segunda División: 1

Verano 1997

### Competizioni internazionali
- CONCACAF Champions' Cup: 1

1978

### Altri piazzamenti
- Campionato messicano:

Secondo posto: 1975-1976, 1976-1977, 1989-1990
- Campionato di Segunda División: secondo posto

Apertura 2005
- Copa México:

Finalista: 1988-1989
- CONCACAF Cup Winners Cup:

Terzo posto: 1991

## Organico

### Rosa 2020-2021
| N. |                       | Ruolo | Calciatore             |
| -- | --------------------- | ----- | ---------------------- |
| 1  | Messico (bandiera)    | P     | Jorge Hernández        |
| 2  | Messico (bandiera)    | D     | Éder Castellanos       |
| 4  | Messico (bandiera)    | D     | Paul Bellón            |
| 5  | Messico (bandiera)    | C     | José Romario Hernández |
| 6  | Messico (bandiera)    | D     | Francisco Rabago       |
| 7  | Costa Rica (bandiera) | C     | Malik Rodríguez        |
| 8  | Messico (bandiera)    | C     | Ángel Hernández        |
| 9  | Messico (bandiera)    | A     | José González          |
| 10 | Messico (bandiera)    | C     | Carlos Baltazar        |
| 11 | Messico (bandiera)    | C     | Daniel Amador          |
| 12 | Messico (bandiera)    | P     | Daniel Ledón           |

| N. |                     | Ruolo | Calciatore        |
| -- | ------------------- | ----- | ----------------- |
| 13 | Messico (bandiera)  | D     | Paulo Martini     |
| 14 | Messico (bandiera)  | C     | Juan Ascencio     |
| 16 | Messico (bandiera)  | C     | Raúl Ramírez      |
| 17 | Messico (bandiera)  | A     | Jonathan Quintero |
| 20 | Colombia (bandiera) | C     | Yilton Díaz       |
| 21 | Messico (bandiera)  | C     | Daniel García     |
| 23 | Brasile (bandiera)  | C     | Andrey            |
| 24 | Messico (bandiera)  | D     | Rodrigo Godínez   |
| 25 | Messico (bandiera)  | D     | César Novoa       |
| 29 | Panama (bandiera)   | A     | Jorlian Sánchez   |
| 30 | Messico (bandiera)  | D     | Raúl Huerta       |
| 33 | Messico (bandiera)  | D     | Edson Jaramillo   |

### Rosa 2015-2016
| N. |                      | Ruolo | Calciatore         |
| -- | -------------------- | ----- | ------------------ |
| 1  | Messico (bandiera)   | P     | Iván Vázquez       |
| 2  | Messico (bandiera)   | D     | Christian López    |
| 3  | Messico (bandiera)   | D     | Marcelo Alatorre   |
| 4  | Messico (bandiera)   | D     | Héctor Reynoso     |
| 5  | Messico (bandiera)   | C     | Josué Castillejos  |
| 6  | Messico (bandiera)   | D     | Giovanni León      |
| 7  | Argentina (bandiera) | A     | Andrés Ríos        |
| 8  | Spagna (bandiera)    | C     | Marc Crosas        |
| 9  | Ecuador (bandiera)   | A     | Juan Luis Anangonó |
| 10 | Ecuador (bandiera)   | A     | Fidel Martínez     |
| 11 | Messico (bandiera)   | A     | Jahir Barraza      |
| 14 | Messico (bandiera)   | A     | José Diaz          |
| 15 | Messico (bandiera)   | A     | Christian Díaz     |

| N. |                      | Ruolo | Calciatore         |
| -- | -------------------- | ----- | ------------------ |
| 16 | Messico (bandiera)   | D     | Félix Araujo       |
| 17 | Messico (bandiera)   | C     | Luis Télles        |
| 18 | Messico (bandiera)   | C     | Rodolfo Vilchis    |
| 19 | Messico (bandiera)   | C     | Fidel Vázquez      |
| 20 | Messico (bandiera)   | P     | Humberto Hernández |
| 22 | Messico (bandiera)   | C     | Efrén Mendoza      |
| 23 | Ecuador (bandiera)   | C     | Fernando Guerrero  |
| 25 | Argentina (bandiera) | D     | Leandro Cufré      |
| 26 | Messico (bandiera)   | D     | Jairo González     |
| 27 | Messico (bandiera)   | P     | Florencio Morán    |
| 28 | Messico (bandiera)   | A     | Jorge Hernández    |
| 31 | Ecuador (bandiera)   | C     | Jonathan González  |
| 35 | Messico (bandiera)   | C     | Diego Campos       |